# Keystone–Loening Air Yacht
El Loening C-4C, más tarde Keystone-Loening K-85 Air Yacht, tras la fusión de las compañías Loening y Keystone, fue un biplano utilitario anfibio construido en los Estados Unidos a finales de los años 20 del siglo XX.

## Diseño y desarrollo
Fue desarrollado por Grover Loening desde el C-1 que él había creado junto con Leroy Grumman, incorporando un nuevo diseño del fuselaje. Comenzó a partir de la característica de diseño de Loening de tener un delgado flotador de "calzador" sobresaliendo desde la parte inferior del fuselaje, con un motor tractor montado sobre él. En vez de eso, el C-4C tenía un casco convencional de hidrocanoa, con una cabina cerrada para pasajeros. El motor estaba montado en una góndola separada en el borde de ataque del ala superior.
Dos C-4C fueron construidos en 1928, poco antes de la fusión corporativa. En 1931, Keystone-Loening construyó dos ejemplares de una versión revisada (K-85), pero no hubo más producción.

## Variantes
Loening C-4C
Hidrocanoa anfibio utilitario, 2 construidos.
Keystone–Loening K-85 Air Yacht
Versión remotorizada y mejorada, en 1931, 2 construidos.

## Especificaciones (K-85 Air Yacht)

### Características generales
- Tripulación: Uno.
- Capacidad: 7 pasajeros.
- Longitud: 11,33 m
- Envergadura: 14,22 m
- Planta motriz: 1× motor radial de 9 cilindros refrigerado por aire Wright Cyclone.
  - Potencia: 390 kW (525 hp)

### Rendimiento
- Velocidad nunca excedida (Vne): 210 km/h
- Velocidad máxima operativa (Vno): 172,2 km/h
- Velocidad de entrada en pérdida (Vs): 96,6 km/h
- Alcance: 800 km